# Manjacs
Els manjacs són un grup ètnic de Guinea Bissau. S'anomenen a si mateixos com a manjaku, i com a Ndiago pels wòlofs del Senegal, Manjaco pels portuguesos, i manjaque pels francesos. Cadascun d'aquests termes vol dir «Jo et parlo». Altres noms i ortografies són Kaniop, Kanyop, Majak, Mandjack, Mandjaks, Mandjaque, Mandjaques, Mandyak, Mandyako, Manjaca, Manjack, Manjaco, Manjago, Manjak, Manjaka, Manjako, Manjaku, Manjiak, Manyagu, Mendyako, Ndyak, Sarar.
Viuen a la zona del riu Gàmbia i a la regió de la Costa occidental de Gàmbia, a Ziguinchor (Casamance) i a la regió de Cacheu (Canghungo i Farim), a Guinea Bissau, on són el 9 % de la població. El mandjak és classificat com a part de les llengües bak, que és una branca de les llengües nigerocongoleses. Hi ha importants comunitats manjacs al Senegal, França, Gàmbia i els països veïns de Guinea Bissau.

## Personatges il·lustres
- António Baticã Ferreira, poeta manjac.

## Biografia
- Le Manjak (revue d'informations culturelles et sociales, éditée par Théodore Gomis)
- Amadou Diop, Tradition et adaptation dans un réseau de migration sénégalais : la communauté manjak de France, Université de Paris, 1981 ?, 337 p.
- Diop, A. «Rites de passage et système religieux chez les Manjak (Guinée-Bissau)» (en francès), 1984. [Consulta: 20 gener 2021].
- F. Galibert, « Au pays des Manjaques », Annales de l'Extrême-Orient et de l'Afrique, sept., nov., déc. 1887, janv. 1888, p. 65-74, 143-149, 180-185
- Maria Teixeira, 1995, « Croyances et pratiques religieuses des Manjak en Guinée-Bissau », Le Manjak, n° 3, p. 7-9
- Maria Teixeira, 1996, « Changement social et contre sorcellerie féminine chez les manjak de Canchungo émigrés à Ziguinchor : les réponses du Bëpene et du Kasara » Thèse de l'EHESS
- Maria Teixeira, 1997, « Dynamique des pouvoirs magico-religieux des femmes manjak de Canchungo (Guinée-Bissau) émigrées à Ziguinchor (Sénégal) », Soronda Revista de Estudos Guineenses/Soronda Revue d'Études Guinéennes, n° 1 (1), p. 121-157
- Maria Teixeira,1998, « Bouleversements sociaux et contre-sorcellerie manjak. Guinée-Bissau/Sénégal », Cahiers de Sociologie Economique et Culturelle, n° 30, décembre p. 63-87
- Maria Teixeira, 2001, Rituels divinatoires et thérapeutiques chez les Manjak de Guinée-Bissau et du Sénégal, Paris, L'Harmattan
- Maria Teixeira, 2001, « Origines et transformations d'un culte de possession chez les Manjak de Guinée-Bissau et du Sénégal », in Marie-Claude Dupré, (sous la direction de), Familiarité avec les dieux. Transe et possession en Afrique Noire, La Réunion, Madagascar, Clermont-Ferrand, Presses Universitaires Blaise Pascal, Collection Anthropologie, p. 223-248 (avec CD-Rom : séquences de possession filmées entre 1999 et 2000)
- Maria Teixeira, 2001, « Un rituel d'humanisation des nourrissons : le kabuatã manjak (Guinée-Bissau/Sénégal) », Journal des Africanistes, 71-2, p. 7-31
- Maria Teixeira, 2001, « Développements contemporains d'un culte de soins : le kasara manjak (Guinée-Bissau, Sénégal) », Cahiers de Sociologie Economique et Culturelle, n° 35, p. 75-90
- Maria Teixeira, 2004, « Circulation des fluides et transformation des êtres. Les Manjak de Guinée-Bissau », in Françoise Héritier et Margarita Xanthakou (sous la direction de), Corps et affects, Paris, Éditions Odile Jacob, p. 187-203
- Maria Teixeira, 2007, « Questionner la mort pour préserver la vie : Les Manjak du royaume de Babok, Guinée-Bissau », in Ilario Rossi, (sous la direction de), Prévoir et prédire la maladie, Paris, Aux lieux d'être, pp. 49-66
- Maria Teixeira, 2007 à paraître, « Maïmouna et Mery : Devineresses-guérisseuses dans un réseau migratoire », in Emmanuelle Simon et Laurent Pordie, Figures de guérisseurs contemporains. Le néo-traditionalisme en biographies, Paris, Karthala
- Maria Teixeira, 2007, « Parachever l'humanité. Toilette, massage et soin des enfants manjak (Guinée-Bissau, Sénégal) », in Doris Bonnet, Laurence Pourchez, Du soin au rite dans l'enfance, Paris, Éditions Eres
- Maria Teixeira, 2008, « Sorcellerie et contre-sorcellerie : un réajustement permanent au monde. Les Manjak de Guinée-Bissau et du Sénégal », Cahiers d'études africaines, XLVIII (1-2), n°189-190. pp. 59-79
- Maria Teixeira, 2012, « Quand les morts sont célébrés. Les grandes funérailles manjak (Guinée-Bissau) » in Thierry-Marie Courau et Henri de La Hougue (dir.), Rites. Fêtes et célébrations de l'humanité, Paris, Editions Bayard, pp. 1103-1115
- Maria Teixeira en collaboration avec Ndiasse Thiam, « Stratégie de communication et attitudes linguistiques d'un groupe minoré : le cas des manjak sénégalais »,
- Carreira, António. Vida social dos Manjacos (en portuguès).  Bissau: Centro de Estudos da Guiné Portuguesa, 1947, p. 185.
- Martins de Meireles, Artur. Mutilações étnicas dos Manjacos (en portuguès).  Bissau: Centro de Estudos da Guiné Portuguesa, 1960, p. 172.